# Balthasar Speth
Balthasar Speth (auch Späth), eigentlich Balthasar Maximilian Speeth (* 22. Dezember 1774 in Mannheim; † 31. Mai 1846 in München), war ein deutscher römisch-katholischer Geistlicher, Kunstschriftsteller, Kunstsammler, Miniaturmaler und Lithograph.

## Leben
Speeth, der sich selbst Speth schrieb, war eines von fünf Kindern des kurpfälzischen Hoftrompeters Nikolaus Speeth (1740–1784), der 1778 mit dem Kurfürsten Karl Theodor nach München kam. Sein älterer Bruder war der Baumeister, Zeichner und Kupferstecher Peter Speeth. Weitere Brüder waren der fränkische Weinhändler und Kaufmann Johann Nepomuk Speeth (1780–1834), dessen Tochter Mathilde (* 8. November 1821; † 13. August 1915) mit dem Würzburger Hotelier Karl Panizza (1808–1855), dem Vater des Schriftstellers Oskar Panizza verheiratet war, und der kgl. württembergische Oberstleutnant Valentin von Speeth (1778–1845), Schwiegervater Eduard Mörikes. Zudem hatte er eine Schwester.
In München erhielt Balthasar Speth an der männlichen Frauenpfarrschule Unterricht in deutscher Sprache sowie privat Lateinunterricht und nahm ersten Zeichenunterricht an der kgl. Akademie der Bildenden Künste. Nach dem Tod des Vaters zog die Mutter Wilhelmine Speeth, geborene Areans, 1787 mit den Kindern zu Verwandten nach Heidelberg; Peter Speeth war bereits seit dem Tod seines Vaters bei seinem Onkel zur Ausbildung. Nach dem Besuch des Lyzeums und absolvierter Philosophie entschloss Balthasar sich nach dem dreijährigen Aufenthalt am Klerikalseminar zum Theologiestudium an der Heidelberger Universität.

### Beruflicher Werdegang
Am 2. Juni 1798 erfolgte in Mainz die Priesterweihe. In Heidelberg übernahm er eine Hofmeisterstelle als Informator in seiner Geburtsstadt Mannheim, da an der Diözese Worms keine Seelsorgerstellen frei waren. An der Heidelberger theologischen Universitätsfakultät erwarb er bei Thaddäus Anton Dereser das Lizenziat der Theologie. Auf Anraten von Freunden ging er 1802 wieder nach München in der Hoffnung auf eine kirchliche Anstellung. Aufgrund der Säkularisation in Bayern und einem sich dadurch verursachten Überhang an Seelsorgern nahm er in München erneut eine Stelle als Hofmeister in einem adeligen Hause an. Auch ein 14. Platz unter 192 Mitbewerbern bei der von der kgl. bayerischen Regierung 1807 angeordneten Teilnahme an der Pfarr-Konkurs-Prüfung änderte nichts an seiner Situation, da ihm die in Bayern erforderliche 10-jährige Aushilfe in der Seelsorge fehlte. Um dennoch im kirchlichen Bereich tätig zu sein, lehrte er ab 1808 als Katechet an der männlichen Feiertagsschule auf dem Bürgersaal.
Am 30. Januar 1811 wurde er zum kgl. Hofpriester an der Residenz-Hofkapelle befördert und im gleichen Jahr am 28. Oktober zum Professor für Religions- und Sittenlehre des Bayerischen Kadettenkorps ernannt. Während dieser Tätigkeit half er auch am Beichtstuhl aus, insbesondere in der Münchner Frauenkirche. Zudem fand er Zeit, sich wieder seiner Leidenschaft, dem Studium der Bildenden Kunst, zu widmen und unternahm 1816 in diesem Zusammenhang eine Studienreise nach Italien.
1818 wurde er von König Maximilian I. zum Hofkaplan ernannt. 1822 erhielt er das Benefizium der Kaiser-Ludwigs-Messe in der kgl. Hofkapelle. Im selben Jahr verlieh ihm Herzog Wilhelm in seiner Funktion als Großmeister des bayerischen Hausritter-Ordens vom Heiligen Michael bei genanntem Orden die Stelle als erster Kaplan und Offiziator samt Diplom und Ordensinsignien. Am 28. Oktober 1822 beförderte Maximillian I. Speth auf das zehnte Kanonikat am Münchner Domkapitel und Speth wurde zum Geistlicher Rat ernannt. 1829 bestimmte ihn Erzbischof Lothar Anselm von Gebsattel zum Domscholastikus und am 19. Mai wurde Speth der päpstliche Titel Apostolischer Protonotar zuteil. In seinem letzten Lebensjahr engagierte er sich im Ludwigs-Missionsverein.
Speth starb am Abend des letzten Maitages, einem Pfingstsonntag, nach längerer Krankheit im Alter von 71 Jahren. Er wurde 1817 von Ludwig Emil Grimm und 1845 von Leo Schöninger porträtiert.

### Kunstschaffen
Der kunstbegeisterte Speth war Malschüler von Johann Georg von Dillis und von seinem späteren Freund Johann Jakob Dorner dem Jüngeren.
Er verfasste mehrere Schriften zur Kunstgeschichte. Ab 1810 redigierte er den Kritischen Anzeiger für Litteratur und Kunst, in dem er seit 1809 veröffentlichte. Die auf seiner Italienreise im Jahr 1816, auf die er Dillis einlud, besuchten Kunstschätze dokumentierte er in einem dreibändigen Werk, an dem auch Dillis maßgeblich beteiligt war. Nicht enthalten darin sind die während eines späteren Aufenthalts in der Lombardei und in Venedig gewonnenen Erkenntnisse Speths. Auch hier begleitete ihn der befreundete Dillis; der König stellte diesem kostenlos einen Reisewagen zur Verfügung. Für das Werk erhielt Speth 1842 die Ehrenmitgliedschaft der Münchner Kunstakademie.
Weitere Berichte und Artikel veröffentlichte er beispielsweise im Münchener-Gesellschafts-Blatt (1912–1813), im Anzeiger für Kunst- und Gewerbfleiß im Königreiche Baiern (später Wöchentlicher Anzeiger für Kunst- und Gewerb-Fleiß im Königreiche Bayern) und im Stuttgarter Kunst-Blatt (1825–1829), einer Beilage des Morgenblatts für gebildete Stände. Dillis beriet er bei der Anfertigung von dessen Werken Verzeichnis der Gemälde in der kgl. Galerie zu Schleißheim (1831) und Katalog über die Gemälde in der königlichen Pinakothek.
Er erwarb im Laufe der Jahre eine umfängliche Sammlung an Kunstbüchern und Kunstgegenständen. Seine Galerie wurde zu Lebzeiten häufig von Kennern und Kunstfreunden besucht. Einige seiner gesammelten Kupferstiche wurden posthum in einem Katalog veröffentlicht.
Eine Bildnisminiatur von König Maximilian I. in Uniform, die Speth 1812 anfertigte, befindet sich im Victoria and Albert Museum, weitere Auftragsbildnisminiaturen in privaten Sammlungen.

## Publikationen (Auswahl)
- Ernstere Würdigung der Kunstausstellung zu München im Oktober 1817. Stöger-Verlag, München 1817.(eingeschränkte Vorschau in der Google-Buchsuche)
- Ueber eine Bemerkung ⁊c. des Herrn Sendtner und ein paar Worte desselben an mich. München 1818. (eingeschränkte Vorschau in der Google-Buchsuche)
- Die Kunst in Italien. 3-bändiges Werk, Thienemann Verlag, München 1819, 1821 und 1823.
- Erinnerungen an Johann Georg von Dillis, königl. bayer. Central-Gemälde-Gallerie-Direktor. Druck Franz Seraph Hübschmann, München 1844 (play.google.com).

## Ehrungen
- 1822: Verleihung des Titels Geistlicher Rat
- 1822:  Ernennung zum ersten Kaplan und Offiziator des bayerischen Hausritter-Ordens vom Heiligen Michael
- 19. Mai 1829: Verleihung des päpstlichen Titels Apostolischer Protonotar
- 18. August 1842: Ehrenmitgliedschaft der Akademie der Bildenden Künste München